# Dichapetalum insigne
Dichapetalum insigne är en tvåhjärtbladig växtart som beskrevs av Adolf Engler. Dichapetalum insigne ingår i släktet Dichapetalum och familjen Dichapetalaceae. Inga underarter finns listade i Catalogue of Life.